# Jorge Sylvester
Jorge Sylvester (* 1954 in Colón, Panama) ist ein panamaischer Jazz-Saxophonist.

## Leben und Wirken
Sylvester leitete bereits im Alter von vierzehn Jahren eine eigene Salsa-Gruppe. Er hatte privaten Unterricht bei dem Saxophonisten Euclides Hall und studierte am Konservatorium von Panama bei Efrain Castro. Daneben trat er u. a. mit dem Pianisten Victor Boa auf. Von 1966 bis 1976 lebte Sylvester in Europa. Hier war er neben Miguel Chastang Coleader eines Quintetts bzw. Sextetts, mit dem er zwei Alben aufnahm. 
Anfang der 1980er Jahre ging er in die USA und studierte an der State University of New York. Hier beteiligte er sich am Karl Berger’s Creative Music Program unter Ornette Coleman und war Schüler von Oliver Lake, Dave Holland und Steve Lacy. 
Er gründete dann ein eigenes Quintett mit Monte Croft, Gene Jackson, Marvin Sewell und Jeff Carney. Als Sideman arbeitete er u. a. mit Karl Berger, Ed Blackwell, Ramsey Ameen, Marion Brown, Sonny Fortune, Stefon Harris, Tony Moreno, Marvin Sewell, Claudio Roditi, Rodney Kendrick, David Murray, Sekou Sundiata, Oliver Lake, Kuumba Frank Lacys Vibe Tribe und Joe Bowies Defunkt Big Band.
In mehreren Projekten arbeitete er mit der Sängerin Nora McCarthy: dem The Conceptual Motion Orchestra, einem zwanzigköpfigen Orchester, das Kompositionen von Sylvester und McCarthy aufführt, im The ACE Collectiv und als Duett A Small Dream in Red.
Als Coleader neben Lucian Ban nahm er 2005 ein Album mit dem Quartett Asymmetry auf. Anfang 2006 unternahm Sylvester mit dem World Saxophone Quartet eine Tournee durch Europa und Israel. Im gleichen Jahr spielte er Aufnahmen mit Waldron Ricks, Danny Grissett, Jaleel Shaw, Nashiet Waits und Vicente Archer ein. Im Januar 2007 trat er mit der Panamenian All Star Jazz Band (mit Carlos Garnett, Danilo Pérez, Billy Cobham, Santi Debriano und Renato Thoms) beim Fourth Annual Panama Jazz Festival auf.

## Diskographie
- Viriato Blue, 1983
- Magic Night mit dem Chastang-Sylvester-Sextett, 1984
- MusicCollage mit Monte Croft, Santi Debriano, Gene Jackson, Claudio Roditi, Bobby Sanabria, Marvin Sewell, 1996
- The Blue Oneness of Dreams mit Sekou Sundiata, 1997
- The Essence Allstars mit Doug Carn, Idris Muhammed und Josh Roseman, 1997
- Following the Line/Live in New York City mit Monte Croft, Jeff Carney, Terreon Gully und James Hurt, 1999
- The Mass mit dem Sam Newsome, Aaron Stewart und Alex Harding, 2000
- Another Side mit dem Ken Simon Quartet und Barry Altschul, 2000
- In The Ear of Beholder mit Donald Nicks und Bobby Sanabria, 2001
- A Small Dream in Red mit Nora McCarthy, 2003
- Playground mit Lucian Ban, 2005